# Double Concerto de Brahms

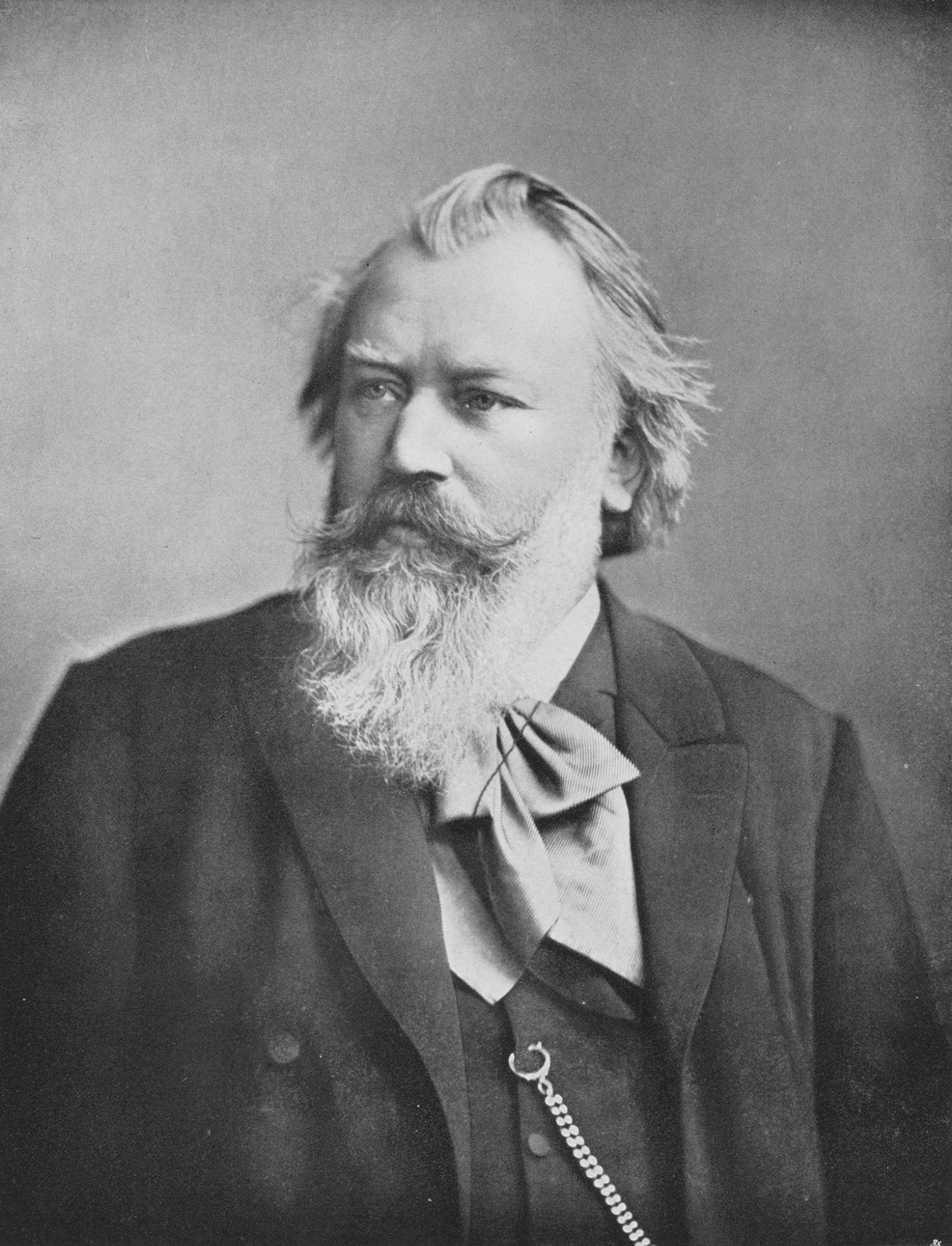
Johannes Brahms auteur du double concerto.

Le Concerto pour violon et violoncelle en la mineur, opus 102, dit Double Concerto, de Johannes Brahms, est un concerto composé en 1887.
Cette forme musicale reste rarissime au XIXe siècle et son pendant est le célèbre Triple concerto de Ludwig van Beethoven. Le concerto pour solistes multiples était cependant chose courante antérieurement comme l'attestent les concertos grossos, les symphonies concertantes et les précédents de Wolfgang Amadeus Mozart.
Il s'agit à la fois de la dernière œuvre symphonique du musicien, postérieure de deux ans de sa quatrième et dernière symphonie, et de l'œuvre qui clôt sa période la plus prolifique. Brahms devait écrire initialement un concerto pour violoncelle pour son ami Robert Hausmann. S'étant accroché avec un autre ami de longue date, le violoniste Joseph Joachim, à l'occasion de son divorce (il prit la défense de son ex-femme), le compositeur en profita pour lui dédier également son œuvre dans un but de réconciliation.
La première eut lieu à Cologne le 18 octobre 1887 avec l'Orchestre du Gürzenich sous la direction du musicien avec comme solistes les deux dédicataires.

## Structure
L'œuvre, d'une trentaine de minutes, se compose de trois mouvements dans le schéma rapide-lent-rapide typique des concerti instrumentaux classiques :
1. Allegro (La mineur)
2. Andante (Ré Majeur)
3. Vivace non troppo (La mineur puis La Majeur)

Ce concerto se différencie des trois autres du compositeur, dans le sens où, comme dans un concerto normal, le soliste – et en l'occurrence les deux – joue seul contre l'orchestre, alors que dans les trois autres concertos de Brahms, le soliste s'intègre dans l'orchestre, ce qui donne l'impression d'une symphonie avec soliste.

## Enregistrements

### 1920-1929
- Jacques Thibaud et Pablo Casals, Orquestra Pau Casals (dir) Alfred Cortot (1929).

### 1930-1939
- Jascha Heifetz et Emanuel Feuermann, Philadelphia Orchestra (dir) Eugene Ormandy (1939).

### 1940-1949
- Adolf Busch et Herman Busch, Orchestre national de la Radiodiffusion française (dir) Paul Kletzki (live Strasbourg 1949).
- Georg Kulenkampff et Enrico Mainardi, Orchestre de la Suisse Romande (dir) Carl Schuricht (1947).

### 1950-1959
- Willi Boskovsky et Emanuel Brabec, Vienna Philharmonic Orchestra (dir) Wilhelm Furtwängler (1950 live).
- Nathan Milstein et Gregor Piatigorsky, Philadelphia Robin Hood Dell Orchestra (dir) Fritz Reiner (1951).
- Jean Fournier et Antonio Janigro, Vienna State Opera Orchestra (dir) Hermann Scherchen (1952).
- Gioconda de Vito et Amadeo Baldovino, Philharmonia Orchestra (dir) Rudolf Schwarz (1952).
- David Oistrakh et Pierre Fournier, Philharmonia Orchestra (dir) Alceo Galliera (1956).
- Isaac Stern et Leonard Rose, Philharmonic Symphony Orchestra of New York (dir) Bruno Walter (1956).
- Zino Francescatti et Samuel Mayes, Boston Symphony Orchestra (dir) Charles Munch (live Avril 1956)
- Zino Francescatti and Pierre Fournier, Columbia Symphony Orchestra (dir) Bruno Walter (1960).
- Zino Francescatti and Pierre Fournier, BBC Symphony Orchestra (dir) Sir Malcolm Sargent (1955).
- Wolfgang Schneiderhan and Enrico Mainardi, Vienna Philharmonic Orchestra (dir) Karl Böhm (1957).

### 1960-1969
- Jascha Heifetz et Gregor Piatigorsky, RCA Victor Symphony Orchestra (dir) Alfred Wallenstein (1961).
- Salvatore Accardo et Siegfried Palm, Orchestra Sinfonica di Roma della RTV Italiana cond Bruno Maderna (live 1961 Milan).
- Wolfgang Schneiderhan et János Starker, Berlin Radio Symphony Orchestra (dir) Ferenc Fricsay (1962).
- Alfredo Campoli et André Navarra, Hallé Orchestra (dir) John Barbirolli (1963).
- Josef Suk et André Navarra, Czech Philharmonic Orchestra (dir) Karel Ančerl (1963).
- David Oistrakh et Mstislav Rostropovich, Moscow Philharmonic Orchestra (dir) Kirill Kondrashin (live 1963).
- Christian Ferras et Paul Tortelier, Philharmonia Orchestra (dir) Paul Kletzki (1964).
- Yehudi Menuhin et Maurice Gendron, London Symphony Orchestra (dir) István Kertész (Bath Festival 1964).
- Yehudi Menuhin et Leslie Parnas, Casals Festival Orchestra (dir) Pablo Casals (1969).

### 1970-1979
- David Oistrakh et Mstislav Rostropovich, Cleveland Orchestra (dir) George Szell (1970).
- Henryk Szeryng et János Starker, Royal Concertgebouw Orchestra (dir) Bernard Haitink (1971).
- Yan Pascal Tortelier et Paul Tortelier, BBC Symphony Orchestra (dir) John Pritchard (1974).
- Salvatore Accardo et Heinrich Schiff, Gewandhausorchester Leipzig (dir) Kurt Masur (1979)

### 1980-1989
- Itzhak Perlman et Mstislav Rostropovich, Concertgebouw Orchestra, (dir) Bernard Haitink (1980).
- Anne-Sophie Mutter et Antônio Meneses, Berlin Philharmonic Orchestra (dir) Herbert von Karajan (1983).
- Emmy Verhey et János Starker, Amsterdam Philharmonic Orchestra (dir) Arpad Joó (1983).
- Gidon Kremer et Mischa Maisky, Vienna Philharmonic Orchestra (dir) Leonard Bernstein (1984).
- Yehudi Menuhin et Paul Tortelier, London Philharmonic Orchestra (dir) Paavo Berglund (1985).
- Isaac Stern et Yo-Yo Ma, Chicago Symphony Orchestra (dir) Claudio Abbado (1988).
- Lydia Mordkovitch et Raphael Wallfisch, London Symphony Orchestra, Neeme Järvi. Label Chandos (1989)

### 1990-1999
- Ilya Kaler et Maria Kliegel, National Symphony Orchestra of Ireland (dir) Andrew Constantine (1995).
- Gidon Kremer et Clemens Hagen, Royal Concertgebouw Orchestra (dir) Nikolaus Harnoncourt (1997).
- Itzhak Perlman et Yo-Yo Ma, Chicago Symphony Orchestra (dir) Daniel Barenboim (1997).

### 2000-2009
- Gil Shaham et Jian Wang, Berliner Philharmoniker (dir) Claudio Abbado (2002).
- Julia Fischer et Daniel Müller-Schott, Netherlands Philharmonic Orchestra (dir) Yakov Kreizberg (2007).
- Renaud Capuçon et Gautier Capuçon, Gustav Mahler Jugendorchester (dir) Chung Myung-Whun (2007).
- Vadim Repin et Truls Mørk, Leipzig Gewandhaus Orchestra (dir) Riccardo Chailly (2009).

### 2010-2019
- Antje Weithaas et Maximilian Hornung, NDR Radiophilharmonie (dir) Andrew Manze (2019).

## Source
- (en) Cet article est partiellement ou en totalité issu de l’article de Wikipédia en anglais intitulé « Double Concerto (Brahms) » (voir la liste des auteurs).